# Drago Svetina
Drago Svetina, slovenski vojaški pilot, častnik, * 13. avgust 1955, † 3. marec 2004.
Major Drago Svetina je bil namestnik poveljnika 15. brigade vojnega letalstva Slovenske vojske, ko je 3. marca 2004 strmoglavil z letalom Pilatus PC-9 in pri tem umrl. 24. februarja 2005 je preiskovalna komisija objavila, da je Svetini odpovedalo srce.

## Vojaška kariera
- namestnik poveljnika, 15. BRVL (? - 3. marec 2004)
povišan v majorja (29. oktober 2001)